# US Open de golf 2008

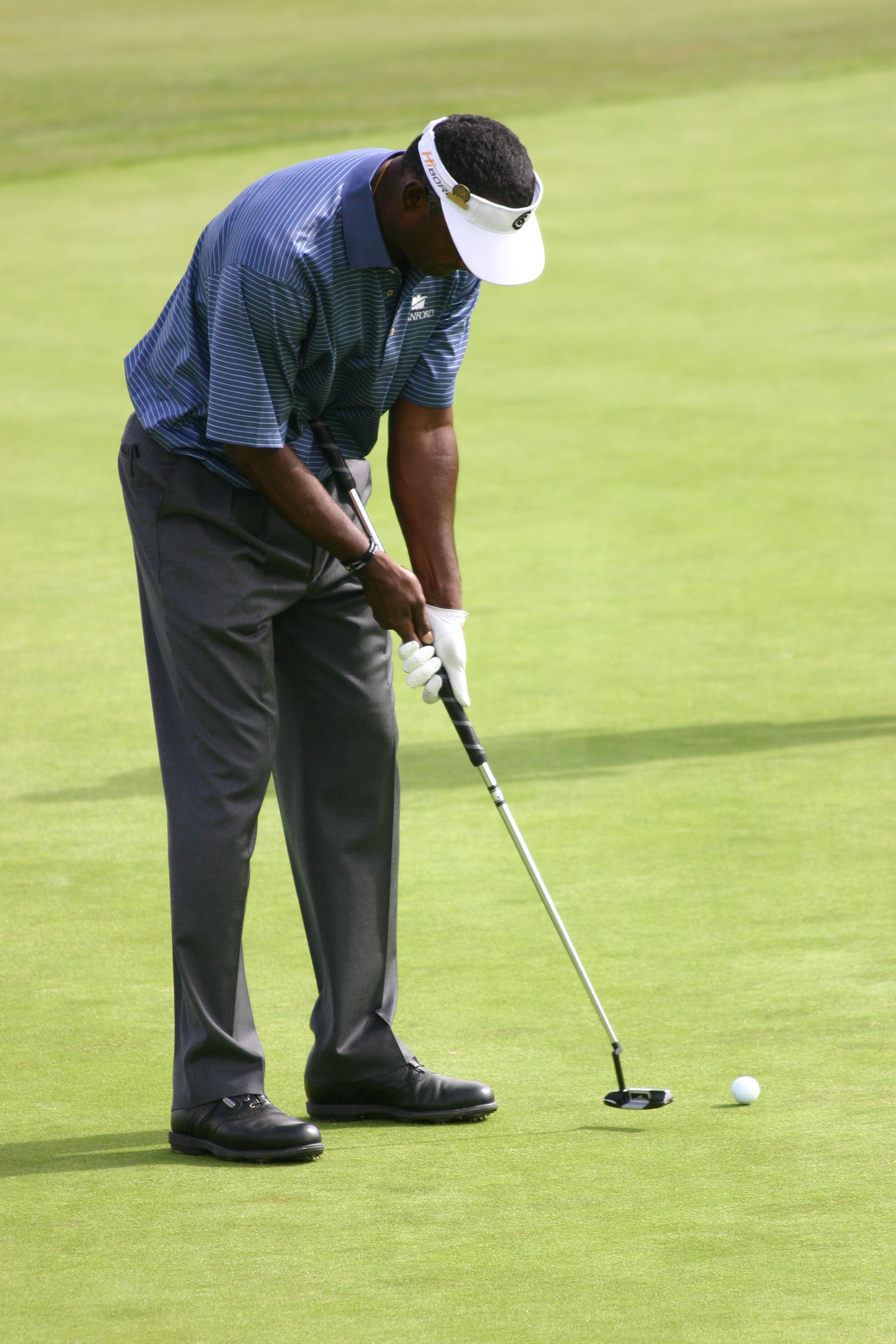
Vijay Singh à l'US Open de golf 2008

 (mars 2017).
Si vous disposez d'ouvrages ou d'articles de référence ou si vous connaissez des sites web de qualité traitant du thème abordé ici, merci de compléter l'article en donnant les références utiles à sa vérifiabilité et en les liant à la section « Notes et références ».
L'US Open de golf 2008 est la 108e édition du tournoi et a été disputé du 12 au 16 juin à Torrey Pines. Tiger Woods remporte le tournoi après avoir battu Rocco Mediate sur le premier trou de play-off en mort subite après quatre tours et un play-off de 18 trous.

## 1reronde
Jeudi 12 juin
Les meneurs après la première ronde étaient deux joueurs américains inconnus : Justin Hicks, 33 ans, et Kevin Streelman, 29 ans, débutants sur le PGA tour. Ils avaient tous les deux rendu une carte de 68, soit 3 sous le par, et menaient devant quatre autres joueurs à -2, dont le champion 2006 : Geoff Ogilvy. 
Aucun des trois joueurs les mieux classés n'avaient réussi à passer sous le par: Tiger Woods +1 (72), Phil Mickelson E (71), Adam Scott +2 (73). Woods participait à son premier tournoi depuis le Masters après une blessure au genou, Scott jouait avec le petit doigt de la main droite cassé. 
Le champion sortant, Ángel Cabrera, a connu une mauvaise journée et finit à +8 (79) au 126e rang. 
Le score moyen de ce premier tour était 75,58.
| #  | Joueur          | Pays       | Score | Sous le par |
| -- | --------------- | ---------- | ----- | ----------- |
| T1 | Justin Hicks    | États-Unis | 68    | -3          |
| T1 | Kevin Streelman | États-Unis | 68    | -3          |
| T3 | Stuart Appleby  | Australie  | 69    | -2          |
| T3 | Eric Axley      | États-Unis | 69    | -2          |
| T3 | Rocco Mediate   | États-Unis | 69    | -2          |
| T3 | Geoff Ogilvy    | Australie  | 69    | -2          |

## 2eronde
Vendredi 13 juin
Les co-meneurs de la première ronde sont tous deux descendus dans le classement: Justin Hicks a fait un +9 (80), 49e et Kevin Streelman rendit une carte de +6 (77) pour finir à la 22e place. Stuart Appleby réussit à finir un coup sous le par : -1 (70) pour prendre seul la tête à -3 devant Robert Karlsson, Rocco Mediate, et Tiger Woods. Woods a joué un 30 sur les 9 premiers coups, à un coup du record de Vijay Singh datant de 2003.  Miguel Ángel Jiménez réussit le plus bas résultat du deuxième tour: -5 (66) et passa à la 5e place.
La coupure fut à +7 (149) et 80 joueurs franchirent le cut. Le champion sortant Ángel Cabrera jouait à +5 (76) pour un total de +13 et rata la coupure par 6 coups. Trois amateurs ont fait la coupure: Derek Fathauer (+4), Michael Thompson (+5), and Rickie Fowler (+7).
Au total, 19 joueurs ont joué sur la coupure. Le score moyen était de 74,96 pour la deuxième ronde, et 75,27 sur les deux premières rondes.
| #  | Joueur               | Pays       | Score     | Sous/Sur le par |
| -- | -------------------- | ---------- | --------- | --------------- |
| 1  | Stuart Appleby       | Australie  | 69-70=139 | -3              |
| T2 | Robert Karlsson      | Suède      | 70-70=140 | -2              |
| T2 | Rocco Mediate        | États-Unis | 69-71=140 | -2              |
| T2 | Tiger Woods          | États-Unis | 72-68=140 | -2              |
| T5 | Miguel Ángel Jiménez | Espagne    | 75-66=141 | -1              |
| T5 | Davis Love III       | États-Unis | 72-69=141 | -1              |
| T5 | D. J. Trahan         | États-Unis | 72-69=141 | -1              |
| T5 | Lee Westwood         | Angleterre | 70-71=141 | -1              |

## 3eronde
Samedi 14 juin
Le leader après le 2e tour, Stuart Appleby, terminait à 8 coups au-dessus du par (79) et était 19e à la fin de la journée à +5. Rocco Mediate, après un bon départ ne put faire qu'un +1 (72) pour finir 3e à -1. La plupart des leaders ont eu du mal dans ce troisième tour. Robert Karlsson et Miguel Ángel Jiménez rendaient une carte de +2, Davis Love III +4 et D. J. Trahan à +1 au-dessus du par. Lee Westwood finit à -2 après un tour de 70, étant le seul à réussir à ne pas avoir fini un tour au-dessus du par. 
Tiger Woods réussit 2 eagles malgré sa blessure au genou pour finir à -3, réussit aussi un 70.
Le score moyen du tour était de 74.36 et de 75.08 sur les trois premiers tours.
| #  | Joueur        | Pays       | Score        | Sous/Sur le par |
| -- | ------------- | ---------- | ------------ | --------------- |
| 1  | Tiger Woods   | États-Unis | 72-68-70=210 | -3              |
| 2  | Lee Westwood  | Angleterre | 70-71-70=211 | -2              |
| 3  | Rocco Mediate | États-Unis | 69-71-72=212 | -1              |
| T4 | Geoff Ogilvy  | Australie  | 69-73-72=214 | +1              |
| T4 | D. J. Trahan  | États-Unis | 72-69-73=214 | +1              |

## 4etour
Dimanche 15 juin
Lors de ses treize premières victoires en majeur, Tiger Woods a toujours gagné lorsqu'il était en tête au début du dernier tour. Mais Woods perdit très vite la tête. Au premier trou, il fit un  double-bogey comme lors du 3e tour, et continua avec un bogey sur le second trou. Cependant, il regagna deux coups par rapport au par avec deux birdies sur les trous 9 et 11. Encore un bogey au trou 13, le même trou sur lequel il avait réussi un putt pour eagle le jour précédent, qui lui mettait la pression sur sa fin de parcours.
Rocco Mediate a fait un tour solide. Il rata de peu le birdie au trou 17, et réussit un bon trou 18 pour arracher un playoff avec Tiger Woods. Car depuis le clubhouse, Mediate vit Woods finir avec un magnifique putt.
Woods et Westwood frappèrent tous les deux le premier coup dans le bunker. Après le deuxième coup, Woods était mieux placé que Westwood, tous les deux recherchaient le green sur le troisième coup leur laissant un putt pour réussir un birdie qui emmènerait Mediate en playoff. Le putt de 5 mètres de Westwood alla beaucoup trop sur la droite et rata le trou. Le putt de Woods était à environ 3,7 mètres. Le putt de Woods finit dans le trou, et l'envoyait directement en playoff. Woods et Mediate devinrent les premiers golfeurs à finir l'US Open en dessous du par depuis 2004.
Heath Slocum réussit la plus belle carte de la journée (et du tournoi) à -6 (65).
Le score moyen du tour était de 72.87 et 74.71 au total des quatre tours.
| #  | Joueur               | Pays       | Score           | Sous/Sur par | Gains ($) |
| -- | -------------------- | ---------- | --------------- | ------------ | --------- |
| T1 | Tiger Woods          | États-Unis | 72-68-70-73=283 | -1           | Playoff   |
| T1 | Rocco Mediate        | États-Unis | 69-71-72-71=283 | -1           | Playoff   |
| 3  | Lee Westwood         | Angleterre | 70-71-70-73=284 | E            | 491,995   |
| T4 | Robert Karlsson      | Suède      | 70-70-75-71=286 | +2           | 307,303   |
| T4 | D. J. Trahan         | États-Unis | 72-69-73-72=286 | +2           | 307,303   |
| T6 | Miguel Ángel Jiménez | Espagne    | 75-66-74-72=287 | +3           | 220,686   |
| T6 | John Merrick         | États-Unis | 73-72-71-71=287 | +3           | 220,686   |
| T6 | Carl Pettersson      | Suède      | 71-71-77-68=287 | +3           | 220,686   |
| T9 | Eric Axley           | États-Unis | 69-79-71-69=288 | +4           | 160,769   |
| T9 | Geoff Ogilvy         | Australie  | 69-73-72-74=288 | +4           | 160,769   |
| T9 | Heath Slocum         | États-Unis | 75-74-74-65=288 | +4           | 160,769   |
| T9 | Brandt Snedeker      | États-Unis | 76-73-68-71=288 | +4           | 160,769   |
| T9 | Camilo Villegas      | Colombie   | 73-71-71-73=288 | +4           | 160,769   |

## Playoff
Lundi 16 juin
Le playoff de 18 trous était le premier play-off de l'US Open depuis 2001.  
| Trou | Yards | Par | Woods  | Mediate | Carte Woods | Carte Mediate |
| ---- | ----- | --- | ------ | ------- | ----------- | ------------- |
| 1    | 448   | 4   | par    | bogey   | 0           | +1            |
| 2    | 389   | 4   | par    | par     | 0           | +1            |
| 3    | 188   | 3   | bogey  | birdie  | +1          | 0             |
| 4    | 488   | 4   | par    | par     | +1          | 0             |
| 5    | 453   | 4   | par    | bogey   | +1          | +1            |
| 6    | 501   | 4   | birdie | par     | 0           | +1            |
| 7    | 461   | 4   | birdie | par     | -1          | +1            |
| 8    | 171   | 3   | bogey  | par     | 0           | +1            |
| 9    | 612   | 5   | par    | bogey   | 0           | +2            |
| 10   | 414   | 4   | par    | bogey   | 0           | +3            |
| 11   | 192   | 3   | bogey  | par     | +1          | +3            |
| 12   | 505   | 4   | bogey  | par     | +2          | +3            |
| 13   | 539   | 5   | birdie | birdie  | +1          | +2            |
| 14   | 269   | 4   | par    | birdie  | +1          | +1            |
| 15   | 478   | 4   | par    | birdie  | +1          | 0             |
| 16   | 225   | 3   | par    | par     | +1          | 0             |
| 17   | 441   | 4   | par    | par     | +1          | 0             |
| 18   | 525   | 5   | birdie | par     | 0           | 0             |

Les deux joueurs font le par. Après 90 trous, les deux hommes sont encore à égalité.
| #  | Joueur        | Pays       | Score | Sous/Sur le par |
| -- | ------------- | ---------- | ----- | --------------- |
| T1 | Tiger Woods   | États-Unis | 71    | E               |
| T1 | Rocco Mediate | États-Unis | 71    | E               |

Après les 18 trous de playoff et cinq jours de jeu, une mort subite allait se dérouler entre les deux joueurs, en commençant par le trou 7.

## Mort subite
| # | Joueur        | Pays       | Score | Sous/Sur le par | Gains ($) |
| - | ------------- | ---------- | ----- | --------------- | --------- |
| 1 | Tiger Woods   | États-Unis | 4     | E               | 1,350,000 |
| 2 | Rocco Mediate | États-Unis | 5     | +1              | 810,000   |

Tiger Woods gagna l'US Open 2008 après le premier trou de mort subite (trou 7), faisant le par (4 coups) contre un bogey pour Mediate (5 coups).